# Collège d'Anchin (Douai)
Ne doit pas être confondu avec Collège anglais de Douai.

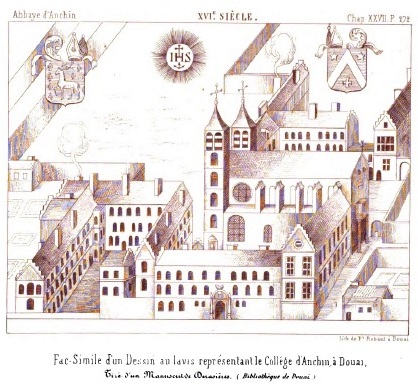
Le collège d'Anchin au XVIe siècle

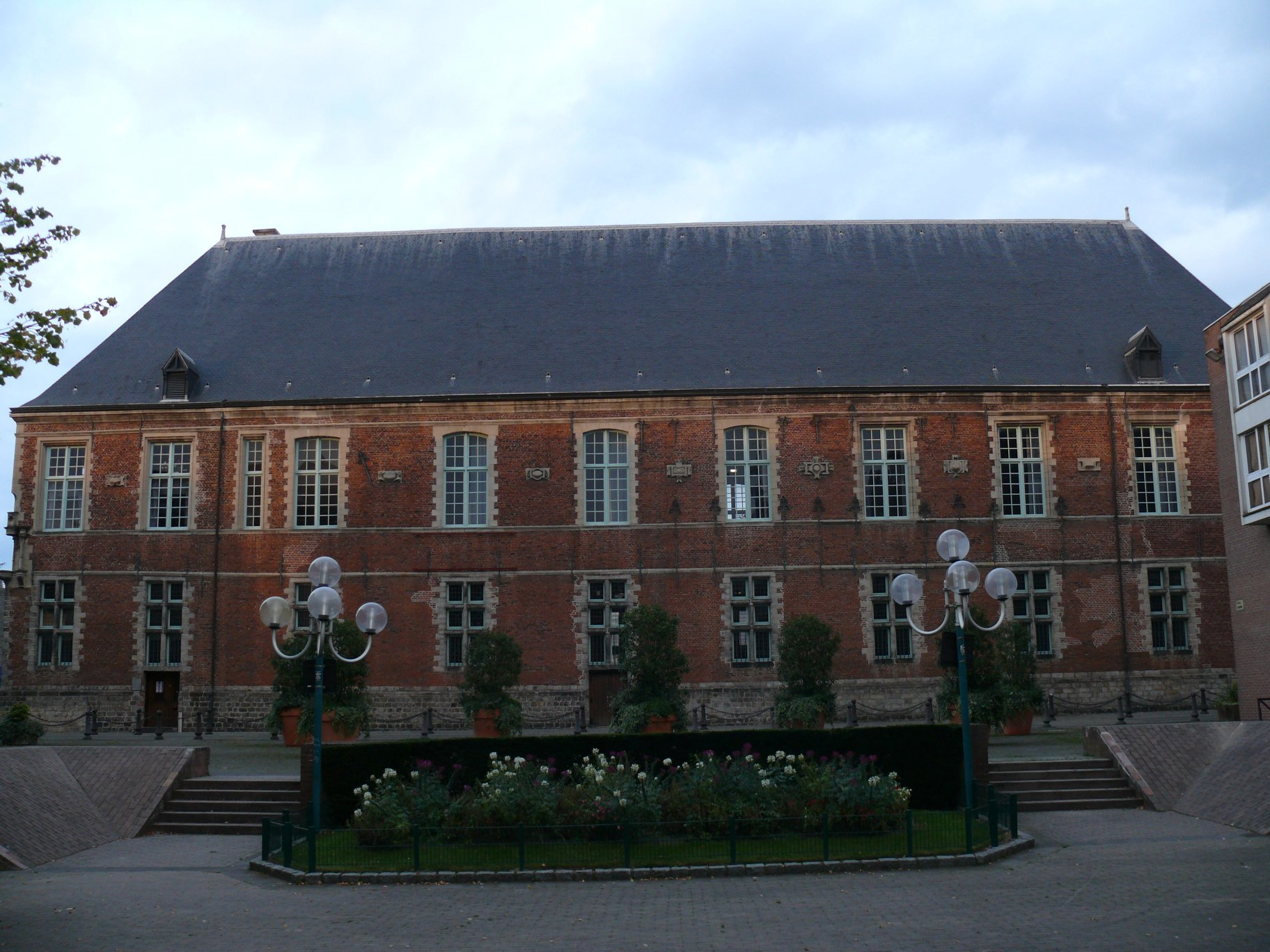
Bâtiment de l'ancien collège d'Anchin

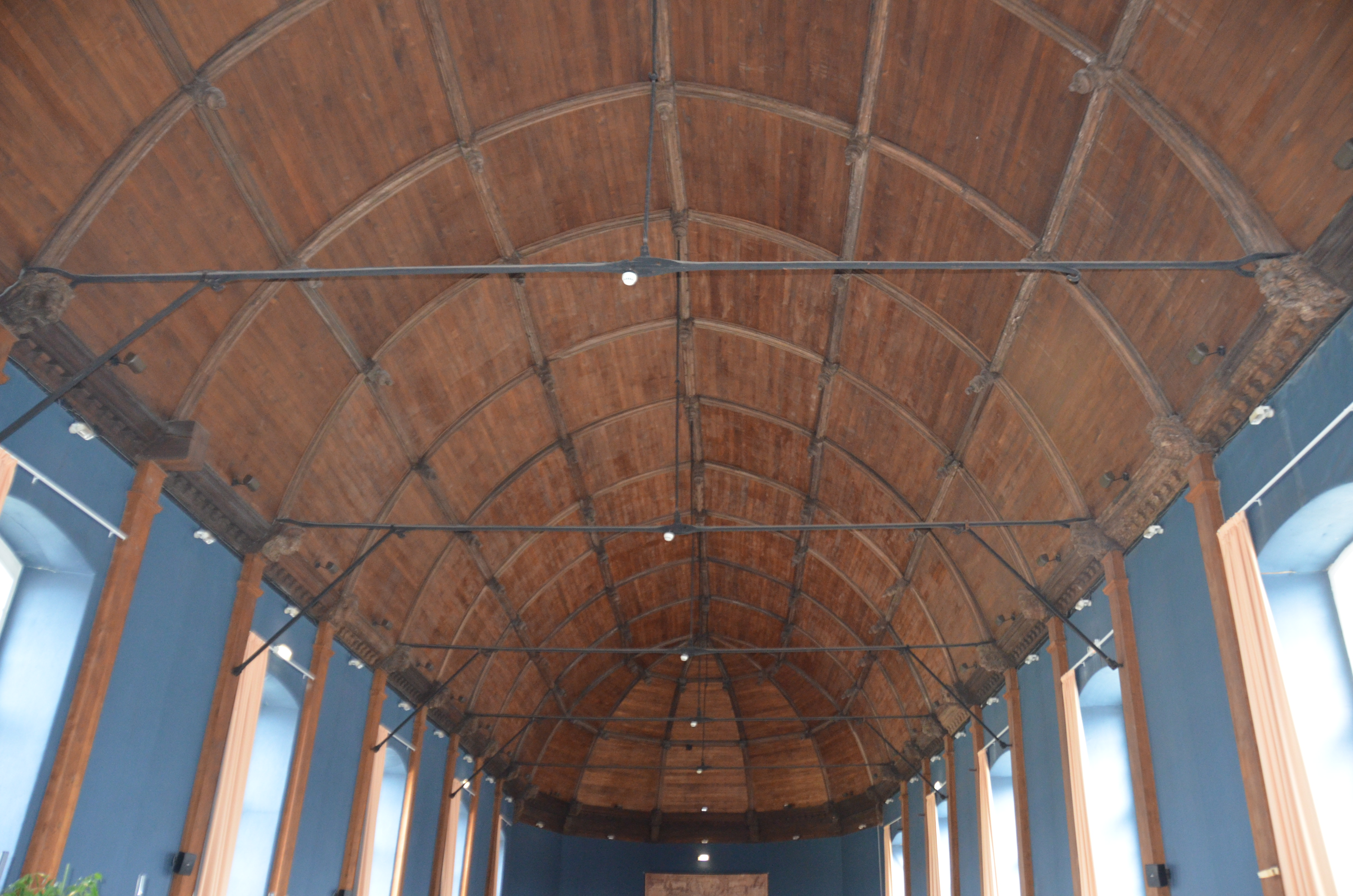
Voûte en forme de coque de bateau

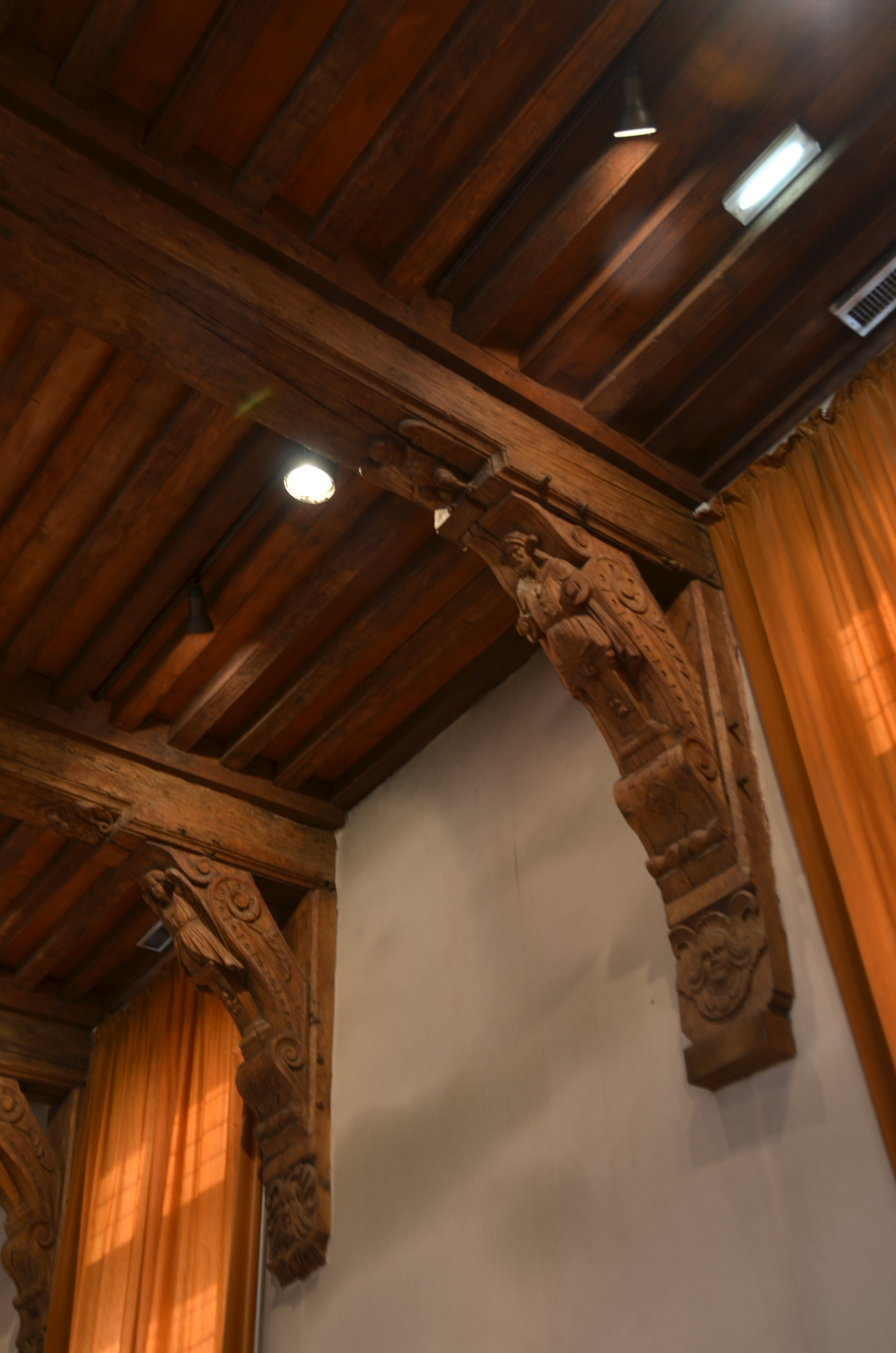
Supports de poutres sculptés

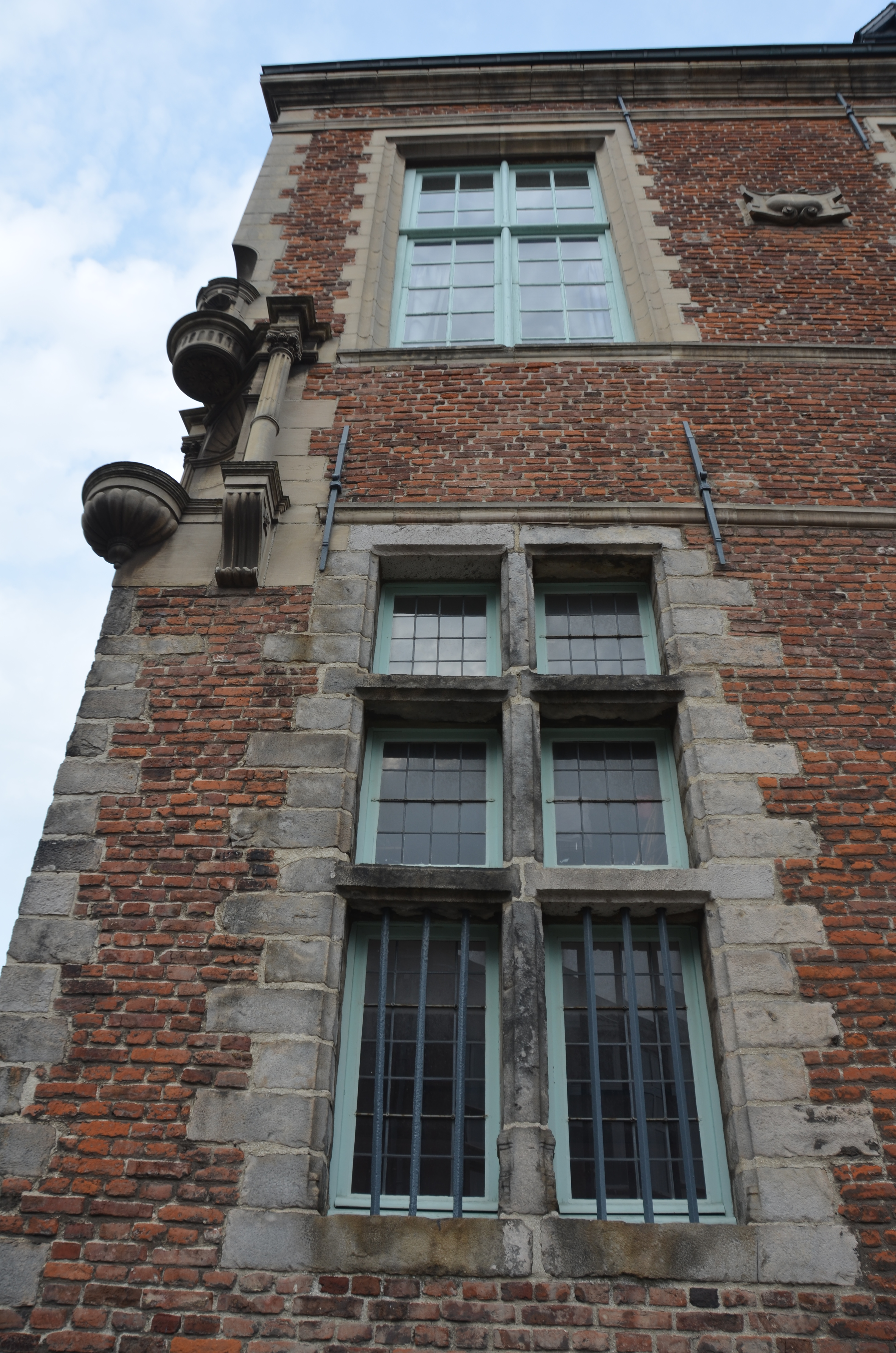
Détail de la façade

Le collège d’Anchin est un collège fondé en 1568 à Douai, ville du comté de Flandre, une des dix-sept provinces des Pays-Bas des Habsbourg, alors possédées par le roi d'Espagne Philippe II. Ce collège est fondé par les jésuites avec le soutien de l'abbaye bénédictine d'Anchin. Appelé en latin Collegium aquicinctinum Duaci (« Collège anchinien de Douai) », il va devenir le plus grand collège de l'université de Douai.
Après l’expulsion des jésuites (1764), l'établissement devient un collège royal.
Supprimé par la Convention nationale en 1793, en même temps que toutes les universités de France, le collège renait comme lycée en 1802, à la suite de la réorganisation de l'enseignement par le Premier Consul Napoléon Bonaparte. C'est aujourd’hui le lycée Albert-Châtelet.

## Fondation du collège

### Contexte: les Pays-Bas des Habsbourg
En 1555, Charles Quint, chef de la maison de Habsbourg, abdique ses possessions des Pays-Bas, les dix-sept provinces qui s'étendent depuis la Flandre et l'Artois au sud-ouest à Groningue au nord en passant par le Brabant, la Hollande et le Luxembourg. Il cède cet héritage qui lui vient des ducs de Bourgogne à son fils aîné Philippe. L'année suivante, il lui cède l'héritage des Rois Catholiques, les royaumes de Castille, d'Aragon et de Navarre.
En 1555, Charles Quint, qui est aussi empereur, a dû concéder aux princes protestants du Saint-Empire la paix d'Augsbourg, qui établit que Cujus regio, ejus religio (« Tel prince, telle religion » : si le prince est protestant, le protestantisme devient la religion de ses États). Cette période est en effet celle des guerres de Religion opposant catholiques et protestants.
Philippe II, comme son père catholique convaincu, n'a pas l'intention de laisser le protestantisme s'implanter aux Pays-Bas (en Espagne, le problème est déjà réglé, grâce au contrôle de l'Inquisition). Dès le début de son règne, il procède à une grande réforme de l'organisation de l'Église catholique aux Pays-Bas, en instituant dix-huit diocèses et trois archidiocèses (Cambrai, Malines, Utrecht).
En 1559, il fonde l’université de Douai, ouverte en 1562.
En 1566, deux événements viennent remettre en cause la politique de Philippe : la révolte des Gueux, puis la furie iconoclaste. 1568 voit le début de l'insurrection des Pays-Bas, qui aboutit en 1581 à la création d'un nouvel État, les Provinces-Unies. La guerre contre le roi d'Espagne prend fin seulement en 1648, lorsque Philippe IV reconnait officiellement la république des Sept Provinces-Unies des Pays-Bas. Les provinces du Sud, restant sous la souveraineté (personnelle) du roi d'Espagne, deviennent ce qu'on appelle les « Pays-Bas espagnols » ou « Pays-Bas méridionaux », dont la capitale reste Bruxelles.

### Négociations avec les jésuites pour la création d'un collège à Douai (1563-1568)
Les autorités municipales souhaitent attirer à Douai la compagnie de Jésus, ordre fondé en 1540 par Ignace de Loyola afin de combattre le protestantisme et qui accorde une grande importance à l'enseignement. Le projet est soutenu par les bénédictins de l'abbaye d'Anchin (notamment l'abbé, dom Letailleur), qui sont prêts à accorder une aide financière au collège.
C'est en 1563 que le supérieur général de la compagnie, Jacques Lainez, est sollicité pour fonder un collège à Douai. Les tractations sont longues, notamment parce que les jésuites veulent que l’enseignement soit gratuit. D'autre part, l’université de Douai craint leur concurrence dans les domaines de l'enseignement de la philosophie et de la théologie.

## Débuts du collège (1568-1600)

### Ouverture et premiers développements (1568-1580)
Malgré une crise de dernière minute avec l’université[réf. nécessaire], le collège ouvre ses portes en octobre 1568 dans des bâtiments provisoires situés près du refuge que l’abbaye d’Anchin possède à Douai. Le collège est inauguré le 20 octobre 1568 avec une messe du Saint-Esprit célébrée par dom Lentailleur abbé d'Anchin, grand promoteur du projet, suivie d’une séance académique solennelle[pas clair].
Le collège compte alors 200 élèves. Leur nombre passe à 540 en 1571 et un millier en 1575, dont 400 internes. Le pensionnat a beaucoup de succès. Au bout de quelques années, sa direction est reprise par les bénédictins d’Anchin.
Le nombre de jésuites affectés au collège passe de 15 à 29 en six ans. Ils seront une quarantaine à la fin du siècle.
Après avoir négocié avec l’université de Douai, les jésuites sont autorisés à y enseigner la philosophie et la théologie. Ils ont également une activité pastorale dans la ville et dans les campagnes environnantes, en particulier dans la paroisse Saint-Jacques où ils donnent le catéchisme et où leur prédication est appréciée.

### Nouveaux bâtiments
En 1583 s’ouvre le chantier de l’église attenante au collège (architecte : Thomas Brabant). De style baroque italien elle est consacrée en 1591, et dédiée à Notre-Dame des Neiges.
Au début du XVIIe siècle, les jésuites obtiennent de l’abbaye que de plus vastes bâtiments soient construits: entre autres, fut construite en 1609 l'actuelle chapelle Berthoud, alors appelée salle aux Actes, qui servait aux réunions générales et aux soutenances de thèses.

### Organisation du collège
Rapidement, l'enseignement dispensé au collège d'Anchin (à Douai) rencontre un franc succès. Toutes les classes se font en latin et le Ratio Studiorum de la Compagnie de Jésus est suivi. Il draine des élèves de toute l'Europe. À côté de noms illustres on peut voir sur les listes d’étudiants les patronymes les plus humbles de la région : garçons simples et intelligents envoyés par leur curé et munis d’un ‘certificat de pauvreté’ leur permettant de jouir d’une bourse d’études. La formation religieuse est soignée : la première congrégation mariale (mouvement fondé à Rome par Jean Leunis) y est fondée en 1572 par le recteur François De Costere.
L’enseignement et les bourses sont possibles grâce aux revenus constitués par la dotation de l'abbaye d'Anchin, de fermages et de loyers de maisons des environs.

## Création d'une maison d’études théologiques (1622)
Quand la province jésuite dite « gallo-belge » est divisée en deux (1612), Douai qui a déjà une bonne infrastructure, est choisie pour héberger la maison d’études théologiques des jésuites des Pays-Bas méridionaux. Le cours de philosophie se donne depuis 1573 ; à partir de 1622, un cours complet de théologie est également offert (c'est-à-dire un enseignement conduisant au doctorat en théologie).
En 1632 il y a 60 étudiants en théologie. De 1622 1764, pratiquement tous les jésuites des Pays-Bas méridionaux suivent à Douai le programme de préparation théologique au sacerdoce.
En 1640, si on y ajoute les étudiants et professeurs des collèges écossais et anglais alors en exil à Douai, la présence des jésuites dans la ville est considérable ; sans doute plusieurs centaines.

## Période des guerres entre les Habsbourg et la France
En 1618 commence dans le Saint-Empire la guerre de Trente ans, opposant de nouveau les catholiques et les protestants. Le roi de France, Louis XIII, et surtout son ministre le cardinal de Richelieu interviennent dans cette guerre comme alliés des princes protestants. En avril 1635, ils entrent en guerre contre l'Espagne et les Pays-Bas espagnols deviennent un théâtre de guerre. Douai se retrouve sur la ligne de front.

### Guerre franco-espagnole et occupation de Douai (1667)
En 1635 le collège est prospère : plus de 1500 étudiants en humanités, philosophie et théologie. Mais la guerre a des effets négatifs. En 1639 on signale déjà des dégâts aux bâtiments. Le nombre d’élèves diminue. On va étudier plutôt à Louvain. L’année 1646, « douzième année de guerre » est une année de misère, soupire le chroniqueur[réf. nécessaire]. Les dettes s’élèvent à 10 000 florins.
En 1648, après la victoire de Condé à Lens, les blessés affluent à Douai et le collège est transformé en hôpital, mais reste ouvert aux étudiants. En 1651, année encore plus difficile : aux souffrances de la guerre s’ajoutent les maladies et la peste. Avec des hauts et des bas, des accalmies et des reprises d’hostilités, la guerre continue. En 1667, après avoir pris Binche, Ath, et Tournai, les armées de Louis XIV assiègent Douai qui capitule le 1er juillet.
Le passage de la ville dans le patrimoine français ne change pas grand-chose à l’enseignement au collège d’Anchin ; tout au plus les querelles théologiques de Paris y ont-elles un plus grand écho. Par ailleurs l’abbaye d’Anchin étant passée sous le régime de la commende, ses liens avec le collège jésuite d’Anchin-Douai se sont relâchés.

### Laguerre de Hollande
En 1670 Louis XIV visite le collège avec la reine et le dauphin. Il est libéral et de nouveaux fonds permettent au collège de reprendre ses activités. Mais trois ans plus tard une nouvelle guerre éclate. Louis XIV ravage les Pays-Bas méridionaux, alliés à la Hollande. La paix de Nimègue (1678) permet de rebâtir. En 1684 l’église est agrandie.
En 1682 Louis XIV demande (exige…) que les institutions jésuites à Douai et ailleurs dans les territoires annexés soient rattachées à la province jésuite de France. Charles de Noyelle, supérieur général des jésuites, refuse. Son successeur fera de même. Douai, Saint-Omer et les autres, restent maisons de la province gallo-belge. Une concession est faite cependant en y nommant comme recteur des pères français, le premier d’entre eux étant François de Rostaing.
En 1702, à son apogée, le collège compte 1250 élèves en humanités, philosophie, théologie. On y enseigne aussi la physique, les sciences et les mathématiques.

### De 1707 à 1714:guerre de Succession d'Espagne
La guerre éclate à nouveau. Louis XIV envahit les Pays-Bas. Une fois de plus Douai se trouve sur la ligne de front. La ville souffre beaucoup des tirs croisés des armées ennemies. L’hiver 1709 est particulièrement rigoureux. Misère et famine s’installent ; le collège redevient hôpital. Les cours continuent tant bien que mal avec un effectif réduit de professeurs. Les théologiens sont à Saint-Omer.

### XVIIIesiècleet suppression
La paix revenue le collège reprend son essor. En 1722 il s’y trouve 300 élèves de théologie et 600 en philosophie sans parler des humanités. On parle du grand collège (de Douai), pour le différencier des autres institutions de la ville. Elles se plaignent. En philosophie, les jésuites ont presque un monopole. Même les bénédictins d’Anchin en prennent ombrage et tentent d’empêcher le dédoublement du cours de philosophie. Ils vont en justice et perdent le procès. Jusqu'à leur expulsion de France les jésuites auront un double cours de philosophie, tellement la demande est élevée.
Le conflit avec les moines s’aggrave lorsque les jésuites, qui ne reçoivent plus depuis des années le soutien financier promis par l’abbaye d'Anchin, tente par voie légale d’obtenir la propriété des bâtiments du collège qu’ils occupent. Les bénédictins d’Anchin s’y opposent. Second procès. Le parlement tranche en faveur des moines (1751) mais les jésuites gardent leur autonomie administrative et pédagogique.
Mais il y a d’autres nuages, et ils sont beaucoup plus graves. La campagne contre les jésuites bat son plein partout dans toute l’Europe catholique, mais particulièrement en France où le scandale de la faillite de la compagnie maritime du père Antoine Lavalette s’ajoute aux écrits des jansénistes et de ceux qui voient dans les jésuites des obscurantistes s’opposant au progrès des 'Lumières', pour dénigrer la Compagnie de Jésus. Le 1er avril 1762 le parlement de Paris décide la fermeture de tous les collèges jésuites. Quatre mois plus tard, le 1er août, par un nouvel arrêt, les jésuites sont expulsés de France.
Faisant preuve d’indépendance le parlement de Flandre refuse d’emboîter le pas, mais la mesure est étendue à tout le royaume en 1764. Les jésuites (ils sont 22) doivent quitter le collège d’Anchin – il s’y trouve encore 450 élèves – et, parce que membres de la province gallo-belge, s’exilent dans la principauté de Liège. Les biens sont confisqués.

## Du collège au lycée
En 1765, le collège d’Anchin devient collège royal et est affilié à l’université. En 1772, son église, dont l’entretien devient onéreux, est démolie. Mais bientôt la Révolution française vient tout balayer. Les professeurs-prêtres quittent l’établissement. L’abbaye bénédictine d'Anchin est fermée et les moines expulsés : elle est déclarée bien national en 1790. En 1793 la Convention supprime l’université de Douai.
Le collège d’Anchin renaîtra en 1802 comme lycée impérial, mais c’est sans les jésuites dont l’ordre a été supprimé universellement en 1773. Et sans le soutien des bénédictins d’Anchin : l’abbaye ne sera jamais rétablie. Beaucoup plus tard ce lycée s’appellera lycée Albert-Châtelet.

## Personnalités
Parmi les professeurs nombreux sont ceux qui sont devenus célèbres :
- Leonardus Lessius
- Robert-Ignace de Lencquesaing (1638-1664), en religion frère Bertin, de l’abbaye Saint-Bertin (Saint-Omer).
- Charles Malapert
- Héribert Rosweyde, jésuite bollandiste
- Michel Séneschal
- Nicolas Trigault, jésuite, missionnaire en Chine.
- Louis-Joseph Dumarquez, chanoine et poète.
- François Van der Burch archevêque de Cambrai (1567-1644)

Anciens élèves :
- Amé-Thérèse Masclet (né le 17 novembre 1760 à Douai et décédé à Nice le 7 octobre 1833)